# AMX-30
AMX-30 är en fransk stridsvagn från 1960-talet. AMX-30 står för Ateliers de construction d'Issy-les-Moulineaux 30 tonnes, det konstruktionskontor som ritade den. Den vägde ca 30 ton i ursprungligt utförande.

## Historia

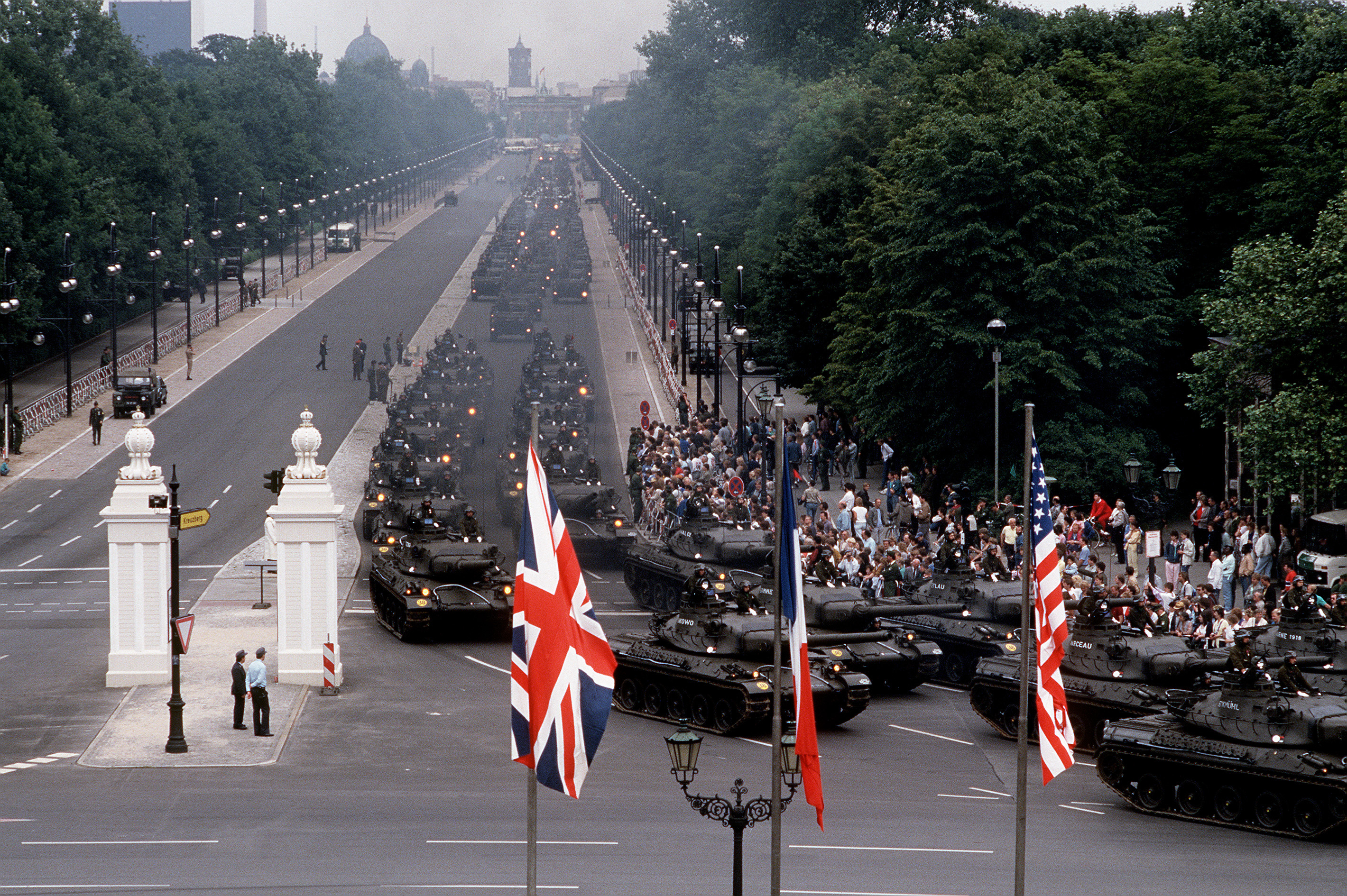
AMX-30 från franska elfte jägarregementet (11ème Régiment de Chasseurs) i Västberlin 1988.

1956 gick Frankrike, Tyskland och Italien samman i ett projekt för att producera en gemensam stridsvagn. Frankrike och Tyskland skulle konstruera varsin modell efter samma specifikation. Dessa skulle sedan utvärderas mot varandra och den bästa skulle sedan införskaffas av alla tre länder. Samarbetet gick dock om intet och Tyskland började producera Leopard 1 medan Frankrike tog AMX-30 i produktion. Den första prototypen stod färdig 1966 och de första serieproducerade vagnarna började levereras till Armée de Terre året efter.

## Varianter
AMX-30S är en exportversion speciellt konstruerad för ökenförhållanden. Extra sandfilter och lägre utväxling i växellådan minskar maxhastigheten till 60 km/h. Den har också en laseravståndsmätare. AMX-30S såldes till Saudiarabien (299 stycken) och Qatar (24 stycken).
AMX-30B2 är en uppgraderad version för Franska armén med ny växellåda, nytt eldledningssystem och reaktivt pansar. 166 nybyggda AMX-30B2 levererades i början av 1980-talet och ytterligare 493 äldre vagnar uppgraderades till AMX-30B2 (dock fick bara hälften av dem reaktivt pansar). Dessa håller på att ersättas av Leclerc.
AMX-30ER1 är en uppgraderad version av Spaniens AMX-30 med ny växellåda och förbättrad motorkylning.
AMX-30ER2 är en ytterligare uppgradering av de spanska vagnarna med ny motor (MTU MB-833 dieselmotor), nytt stridsledningssystem och en 12,7 mm kulspruta på torntaket. Ursprungligen ingick även reaktivt pansar i uppgraderingen, men det har skrinlagts eftersom AMX-30 har börjat ersättas av Leopard 2.

## Konstruktion
AMX-30 har stor rörlighet, men tunt pansar. Chassiet är gjutet i delar och svetsat medan tornet är gjutet i ett stycke. Motor och växellåda sitter baktill och kan monteras bort som en enhet på mindre än en timme i fält. 
Beväpningen består av en 105 mm kanon samt en 20 mm automatkanon (eller en 12,7 mm kulspruta), koaxialmonterad (parallellkopplad med kanonen) även med möjlighet att oberoende eleveras till 40°, för bekämpning av helikoptrar och flyg.